# Penny Wong
Penelope Ying-yen "Penny" Wong (chin. 黃英賢, pinyin: Huáng Yīngxián; ur. 5 listopada 1968 w Kota Kinabalu) – australijska polityk, deputowana do Senatu Australii z ramienia Australijskiej Partii Pracy (ALP) reprezentująca okręg wyborczy Australia Południowa. Po zwycięskich dla ALP wyborach w 2007 została ministrem ds. zmian klimatycznych i wody (Climate Change and Water Minister). Po kolejnych wyborach w 2010 roku została przeniesiona na urząd minister finansów i deregulacji. Pełniła go do 18 września 2013, kiedy to jej ugrupowanie przeszło do opozycji po przegranych wyborach. Powołana 23 maja 2022 roku na stanowisko minister spraw zagranicznych w gabinecie Anthony’ego Albanesego.
Jest pierwszą osobą azjatyckiego pochodzenia i pierwszym politykiem otwarcie przyznającym się do swojej orientacji homoseksualnej w gabinecie Australii.